# Слободзян Іван Ігорович
Іва́н І́горович Слободзя́н — сержант Збройних сил України, учасник російсько-української війни.

## З життєпису
Станом на липень 2024-го — головний сержант 2 ГАБТР, окремий артилерійський дивізіон, в/ч А1804, 406-та окрема артилерійська бригада.

## Нагороди
За особисту мужність і героїзм, виявлені у захисті державного суверенітету та територіальної цілісності України, вірність військовій присязі під час російсько-української війни, відзначений — нагороджений
- 13 серпня 2015 року — орденом «За мужність» III ступеня.